# 拉姆齊 (蒙大拿州)
拉姆齊（英語：Ramsay）是位於美國蒙大拿州銀弓縣的非建制地區。

## 歷史
拉姆齊的郵局自1916年營運至今。

## 地理
拉姆齊所處的海拔為高於海平面1627米（即5338英呎），而該地所採用的時區為UTC-6，即北美山地時區（MST）。同時該地設有夏令時間，為UTC-7調快一小時，即UTC-6（MDT）。